# Turiwka (Browary)
Turiwka (ukrainisch Турівка; russisch Туровка Turowka) ist ein Dorf im Osten der ukrainischen Oblast Kiew mit etwa 400 Einwohnern (2020).

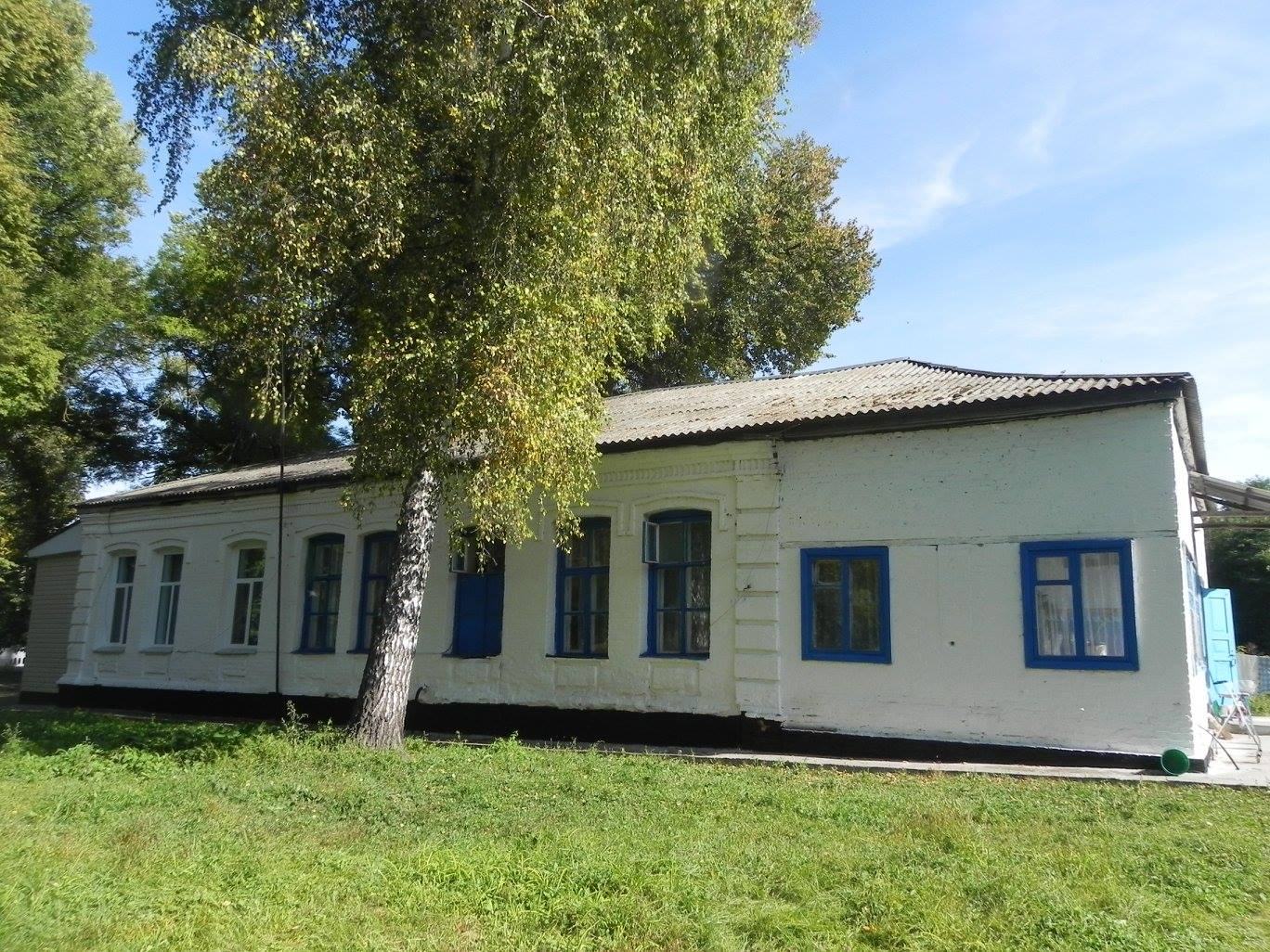
Gebäude im Ort

Das erstmals 1640 schriftlich erwähnte Dorf liegt am Ufer des Perewid (Перевід), einem 68 km langen, rechten Nebenfluss des Udaj, 24 km östlich vom ehemaligen Rajonzentrum Shuriwka und 130 km östlich vom Oblastzentrum Kiew.
Am 12. Juni 2020 wurde das Dorf ein Teil der neugegründeten Siedlungsgemeinde Shuriwka, bis dahin bildete es zusammen mit den Dörfern Illinske (Іллінське), Polkownytsche (Полковниче) und Ursaliwka (Урсалівка) die gleichnamige Landratsgemeinde Turiwka (Турівська сільська рада/Turiwska silska rada) im Osten des Rajons Shuriwka.
Am 17. Juli 2020 kam es im Zuge einer großen Rajonsreform zum Anschluss des Rajonsgebietes an den Rajon Browary.
In Turiwka lebte und starb auf seinem Anwesen der Historiker, Ethnograph, Schriftsteller, Komponist und Musikwissenschaftler Mykola Markewytsch (1804–1860).

## Söhne und Töchter der Ortschaft
- Andrei Nikolajewitsch Markowitsch (1830–1907), ukrainisch-russischer Ethnograph, Jurist, Philanthrop und Musiker. Zudem Senator und persönlicher Bekannter von Taras Schewtschenko.
- Mussij Kononenko  (Мусій Степанович Кононенко, 1864–1922), ukrainischer Dichter und Schriftsteller, aktiver Führer der genossenschaftlichen Bewegung und der Taras-Bruderschaft.
- Mykola Michnowskyj (1873–1924), ukrainischer Rechtsanwalt, Journalist, Politiker und Begründer des radikalen ukrainischen Nationalismus.